# Deutsch-jemenitische Beziehungen
 Die Deutsch-jemenitischen Beziehungen bestehen seit den 1960er Jahren. Im Rahmen des Bürgerkrieg im Jemen hat die Bundesrepublik Deutschland humanitäre Hilfe an das Land geleistet.

## Geschichte
Bereits im Jahre 1606 gelangte der Landsknecht Hans Wild in den Jemen und veröffentlichte später Erlebnisberichte über die islamische Welt. Im 18. und 19. Jahrhundert bereisten und erkundeten deutschsprachige Forscher wie Carsten Niebuhr, Ulrich Jasper Seetzen, Alfred von Kremer, Adolph von Wrede und Eduard Glaser das Land. Anfang des 20. Jahrhunderts bemühte sich das Deutsche Kaiserreich vergeblich um die Pachtung einer Marinebasis in Al-Hudaida. Im Rahmen der Stotzingen-Mission wollte Deutschland während des Ersten Weltkriegs eine militärische Nachrichtenstation in Al-Hudaida zu errichten, was ebenfalls scheiterte. 1933 und 1935 bereiste der Komponist Hans Helfritz den Jemen und drehte im Auftrag der UFA Filme. Dabei umging er bewusst die von Joseph Goebbels verordnete Richtlinie, fremde Völker als kulturell minderwertig darzustellen. Das Königreich Jemen blieb während des Zweiten Weltkriegs eine neutrale Macht.
In der Nachkriegszeit bereiste der BRD-Gesandte in Kairo 1953 gemeinsam mit dem deutschen Konsul in Dschidda die Stadt Aden und den britisch besetzten Südjemen. Drei Jahre später besuchte Muhammad al-Badr die DDR und bald darauf errichtete diese eine Handelsvertretung mit konsularischer Vollmacht im Königreich Jemen (ab 1962 Arabische Republik Jemen bzw. Nordjemen). Diplomatische Beziehungen zwischen der Bundesrepublik und der Arabischen Republik Jemen wurden 1962 etabliert und die BRD leistete bedeutende Beträge zur Entwicklung des bis dahin abgeschotteten Landes und deutsche Entwicklungshelfer, Lehrer, Mediziner und Archäologen kamen ins Land. 1967 wurden auch diplomatische Beziehungen mit der Volksrepublik Jemen bzw. Südjemen aufgenommen. Im selben Jahr kam der ARD-Korrespondent Walter Mechtel in Aden ums Leben. Die DDR etablierte ab 1969 enge Beziehungen zur sozialistischen Volksrepublik Jemen und nahm 1972 auch Beziehungen zur Arabischen Republik Jemen auf. Die Wiedervereinigung der beiden jemenitischen Staaten erfolgte im Jahre 1990 und damit nahezu parallel zur deutschen Wiedervereinigung.
Aufgrund der schlechten Sicherheitslage im Land musste die Deutsche Botschaft Sanaa im Jahre 2015 geschlossen werden. Der folgende Bürgerkrieg führte zu einer ausländischen Intervention im Land und zu einer schweren humanitären Krise. In dem Krieg werden auch deutsche Waffen eingesetzt, da deutsche Rüstungsunternehmen Waffen an Beteiligte der ausländischen Koalition im Jemen wie Saudi-Arabien und die Vereinigten Arabischen Emirate geliefert hatten. 2017 bot die Bundesregierung unter Angela Merkel an, eine Vermittlerrolle zwischen den Kriegsparteien anzunehmen. 2019 nahmen Angehörige der Bundeswehr an UN-Missionen im Jemen teil.

## Wirtschaft
Im Jahre 2013 exportierte Deutschland Waren im Wert von 227 Mio. Euro in den Jemen und importierte im Gegenzug Waren im Wert von 4 Millionen Euro. Mit dem Beginn des Bürgerkriegs 2015 ist der Warenaustausch zwischen beiden Ländern gesunken. 2021 lag das bilaterale Handelsvolumen noch bei 180 Millionen Euro, womit der Jemen den 123. Platz in der Rangliste der deutschen Handelspartner belegte.
Zwischen beiden Ländern besteht ein Doppelbesteuerungsabkommen für den Luftfahrtsektor (2007) und ein Investitionsschutzabkommen (2008). Aufgrund der schwierigen Lage im Land kam es allerdings bisher kaum zu Investitionen deutscher Unternehmen.

## Entwicklungszusammenarbeit
Deutschland leistet seit den 1960er Jahren Entwicklungshilfe im Jemen. 1983 eröffnete die Deutsche Gesellschaft für Internationale Zusammenarbeit ein Büro in Sanaa. Die Jemen-Kinderhilfe Aichach e. V. wurde 2003 gegründet. Die Schwerpunkte der Deutschen Entwicklungshilfe liegen auf den Bereichen Bildung und Wasserversorgung. 2021 stellte die Bundesregierung 200 Millionen Euro zur Bekämpfung der humanitären Krise und des Hungers im Land zur Verfügung.

## Kultur
Das Deutsche Archäologische Institut war an dem Erhalt des kulturellen Erbes des Jemen beteiligt und einige Jemeniten haben in Deutschland studiert. Deutsche Kultur und Forschung verfügt im Jemen über einen guten Ruf, allerdings wird der kulturelle Austausch durch die schlechte Sicherheitslage im Jemen behindert.
Die Deutsch-Jemenitische Gesellschaft fördert seit 1970 den kulturellen Kontakt zwischen beiden Gesellschaften und gibt jedes Jahr den Jemen-Report heraus.

## Migration
Im Jahre 2021 lebten knapp 9.000 Jemeniten in Deutschland, knapp 1200 mehr als zwei Jahre zuvor. Zu den bekannten Deutsch-Jemeniten gehört der Grünen-Politiker Tarek Al-Wazir.

## Diplomatische Standorte
- Deutschland hat eine Botschaft in Sanaa. (wird von seit 2015 von Amman aus betrieben)
- Der Jemen hat eine Botschaft in Berlin und ein Generalkonsulat in Frankfurt am Main.[13]